# Motif Number 1
 (juin 2014).
Motif Number 1, situé sur le Bradley Wharf du port de Rockport, dans le Massachusetts, est une cabane de pêcheur en bois connue en histoire de l'art pour avoir été le bâtiment le plus utilisé comme sujet de peinture d'Amérique du Nord,.

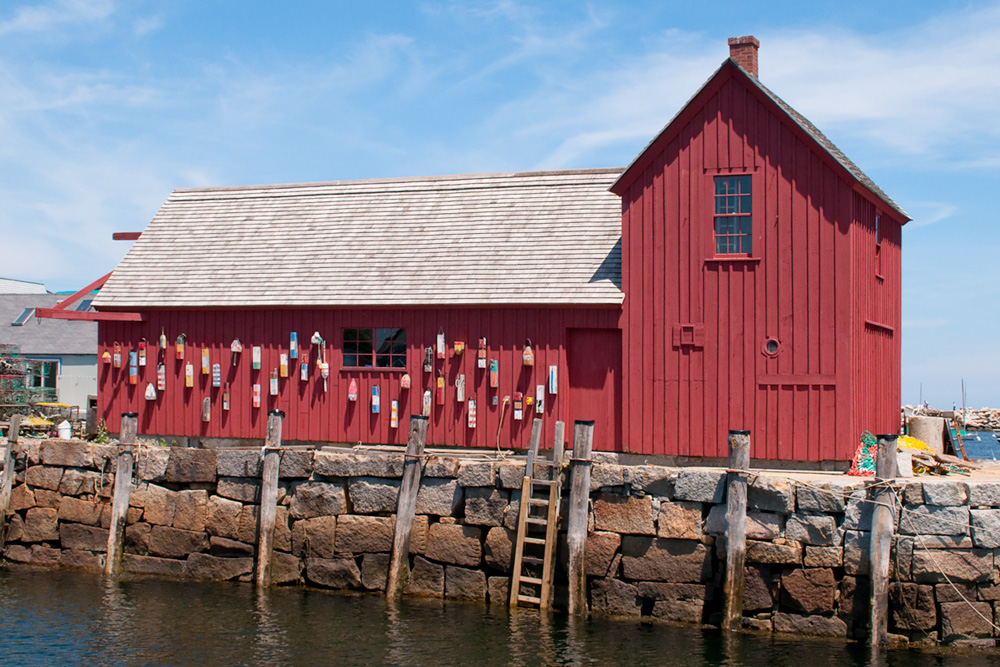
Motif Number 1 en 2009.

Motif Number 1 en 2008.

Construit dans les années 1840, alors que Rockport attirait artistes et pêcheurs, ce bâtiment en bois devint le sujet de prédilection des peintres, aussi bien grâce à sa couleur qu'à la lumière qui le baignait, et par le fait qu'il symbolisait la vie maritime de la Nouvelle-Angleterre.
Le peintre Lester Hornby (1882–1956) aurait été le premier à l'appeler « Motif Number 1 ».
Le bâtiment a été détruit par le blizzard de 1978, mais une réplique a été construite la même année.